# 洪毅 (1924年)
洪毅（1924年12月—2010年8月27日），原名冯思义，男，直隶（今河北）灵寿人，中华人民共和国政治人物，曾任河北省革命委员会副主任，中共河北省委常委，河北省人民政府副省长，河北省人大常委会副主任。